# Michail Teodoropulos
Michail Teodoropulos (gr. Μιχαήλ Θεοδωρόπουλος; ur. w 1933 w Stamacie) – grecki zapaśnik walczący w stylu klasycznym. Olimpijczyk z Rzymu 1960, gdzie zajął siedemnaste miejsce w kategorii do 57 kg.
Brązowy medalista igrzysk śródziemnomorskich w 1959 roku.